# Liste des municipalités de district de Colombie-Britannique
Une municipalité de district en Colombie-Britannique est une classification des municipalités utilisée dans la province canadienne de Colombie-Britannique. Une communauté peut être incorporée en tant que municipalité de district par lettres patentes du Lieutenant-gouverneur en conseil, sous recommandation du ministère des Communautés, des Sports et du Développement culturel (Minister of Communities, Sport and Cultural Development), si sa surface dépasse 800 ha et si sa densité de population ne dépasse pas cinq habitants par hectare si plus de 50 % des résidents affectés votent en faveur de l'incorporation proposée.
La Colombie-Britannique possède 51 municipalités de district, d'une population cumulée de 777 017 habitants et d'en moyenne 15 236 habitants par cité selon le recensement de 2011. La municipalité de district la plus peuplée de la Colombie-Britannique est Saanich tandis que la moins peuplée est Wells, avec respectivement 109,752 et 245 habitants.
La première communauté incorporée en tant que municipalité de district est North Cowichan le 18 juin 1873, tandis que la plus récente est le District régional de Northern Rockies le 6 février 2009,. Bien que désignée comme une municipalité régionale dans son nom officiel, le District régional de Northern Rockies et en fait classé en tant que municipalité de district.

## Liste
| Nom                             | Nom de corporation                                  | District régional      | Date d'incorporation | Population (2011) | Population (2006) | Variation (%) | Superficie (km²) | Densité de population |
| ------------------------------- | --------------------------------------------------- | ---------------------- | -------------------- | ----------------- | ----------------- | ------------- | ---------------- | --------------------- |
| 100 Mile House                  | 100 Mile House, District of                         | Cariboo                | 27 juillet 1965      | 1 886             | 1 885             | 0,1           | 53,29            | 35,4                  |
| Barriere                        | Barriere, District of                               | Thompson-Nicola        | 4 décembre 2007      | 1 773             | 1 432             | 23,8          | 10,77            | 164,7                 |
| Central Saanich                 | Central Saanich, The Corporation of the District of | Capitale               | 12 décembre 1950     | 15 936            | 15 745            | 1,2           | 41,33            | 385,6                 |
| Chetwynd                        | Chetwynd, District of                               | Peace River            | 25 septembre 1962    | 2 635             | 2 633             | 0,1           | 63,04            | 41,8                  |
| Clearwater                      | Clearwater, District of                             | Thompson-Nicola        | 3 décembre 2007      | 2 331             | 2 225             | 4,8           | 55,68            | 41,9                  |
| Coldstream                      | Coldstream, The Corporation of the District of      | North Okanagan         | 21 décembre 1906     | 10 314            | 9 471             | 8,9           | 66,28            | 155,6                 |
| Delta                           | Delta, The Corporation of                           | Greater Vancouver      | 10 novembre 1879     | 99 863            | 96 635            | 3,3           | 180,11           | 554,4                 |
| Elkford                         | Elkford, District of                                | East Kootenay          | 16 juillet 1971      | 2 523             | 2 463             | 2,4           | 108,42           | 23,3                  |
| Esquimalt                       | Esquimalt, Corporation of the Township of           | Capitale               | 1er septembre 1912   | 16 209            | 16 840            | −3,7          | 7,08             | 2 290,1               |
| Fort St. James                  | Fort St. James, District of                         | Bulkley-Nechako        | 19 décembre 1952     | 1 691             | 1 350             | 25,3          | 23,47            | 72,0                  |
| Highlands                       | Highlands, District of                              | Capitale               | 7 décembre 1993      | 2 120             | 1 903             | 11,4          | 38,05            | 55,7                  |
| Hope                            | Hope, District of                                   | Fraser Valley          | 6 avril 1929         | 5 969             | 6 185             | −3,5          | 41,14            | 145,1                 |
| Houston                         | Houston, District of                                | Bulkley-Nechako        | 4 mars 1957          | 3 147             | 3 163             | −0,5          | 72,94            | 43,1                  |
| Hudson's Hope                   | Hudson's Hope, District of                          | Peace River            | 16 novembre 1965     | 970               | 1 012             | −4,2          | 827,36           | 1,2                   |
| Invermere                       | Invermere, District of                              | East Kootenay          | 22 mai 1951          | 2 955             | 3 002             | −1,6          | 10,73            | 275,3                 |
| Kent                            | Kent, The Corporation of the District of            | Fraser Valley          | 1er janvier 1895     | 5 664             | 4 738             | 19,5          | 168,39           | 33,6                  |
| Kitimat                         | Kitimat, District of                                | Kitimat-Stikine        | 31 mars 1953         | 8 335             | 8 987             | −7,3          | 240,01           | 34,7                  |
| Lake Country                    | Lake Country, District of                           | Central Okanagan       | 2 mai 1995           | 11 708            | 9 606             | 21,9          | 122,19           | 95,8                  |
| Langley                         | Langley, The Corporation of the Township of         | Greater Vancouver      | 26 avril 1873        | 104 177           | 93 726            | 11,2          | 308,03           | 338,2                 |
| Lantzville                      | Lantzville, District of                             | Nanaimo                | 25 juin 2003         | 3 601             | 3 661             | −1,6          | 27,66            | 130,2                 |
| Lillooet                        | Lillooet, District of                               | Squamish-Lillooet      | 31 décembre 1946     | 2 321             | 2 324             | −0,1          | 27,51            | 84,4                  |
| Logan Lake                      | Logan Lake, District of                             | Thompson-Nicola        | 10 novembre 1970     | 2 073             | 2 162             | −4,1          | 325,33           | 6,4                   |
| Mackenzie                       | Mackenzie, District of                              | Fraser-Fort George     | 19 mai 1966          | 3 507             | 4 539             | −22,7         | 155,41           | 22,6                  |
| Metchosin                       | Metchosin, District of                              | Capitale               | 3 décembre 1984      | 4 803             | 4 795             | 0,2           | 71,09            | 67,6                  |
| Mission                         | Mission, District of                                | Fraser Valley          | 2 juin 1892          | 36 426            | 34 505            | 5,6           | 225,70           | 161,4                 |
| New Hazelton                    | New Hazelton, District of                           | Kitimat-Stikine        | 15 décembre 1980     | 666               | 627               | 6,2           | 24,36            | 27,3                  |
| North Cowichan                  | North Cowichan, The Corporation of the District of  | Cowichan Valley        | 18 juin 1873         | 28 807            | 27 557            | 4,5           | 195,54           | 147,3                 |
| North Saanich                   | North Saanich, District of                          | Capitale               | 19 août 1965         | 11 089            | 10 823            | 2,5           | 37,25            | 297,7                 |
| North Vancouver                 | North Vancouver, The Corporation of the District of | Greater Vancouver      | 13 mai 1907          | 84 412            | 82 562            | 2,2           | 160,76           | 525,1                 |
| Northern Rockies                | Northern Rockies Regional Municipality              | Northern Rockies       | 6 février 2009       | 5 290             | 5 702             | −7,2          | 85 014,52        | 0,1                   |
| Oak Bay                         | Oak Bay, The Corporation of the District of         | Capitale               | 2 juillet 1906       | 18 015            | 17 908            | 0,6           | 10,53            | 1 710,3               |
| Peachland                       | Peachland, The Corporation of the District of       | Central Okanagan       | 1er janvier 1909     | 5 200             | 4 883             | 6,5           | 15,75            | 330,2                 |
| Port Edward                     | Port Edward, District of                            | Skeena-Queen Charlotte | 29 juin 1966         | 544               | 577               | −5,7          | 168,01           | 3,2                   |
| Port Hardy                      | Port Hardy, District of                             | Mount Waddington       | 5 mai 1966           | 4 008             | 3 822             | 4,9           | 38,73            | 103,5                 |
| Saanich                         | Saanich, The Corporation of the District of         | Capitale               | 1er mars 1906        | 109 752           | 108 265           | 1,4           | 103,78           | 1 057,6               |
| Sechelt                         | Sechelt, District of                                | Sunshine Coast         | 15 février 1956      | 9 291             | 8 454             | 9,9           | 39,01            | 238,2                 |
| Sicamous                        | Sicamous, District of                               | Columbia Shuswap       | 4 décembre 1989      | 2 441             | 2 676             | −8,8          | 12,71            | 192,0                 |
| Sooke                           | Sooke, District of                                  | Capitale               | 7 décembre 1999      | 11 435            | 9 699             | 17,9          | 56,72            | 201,6                 |
| Spallumcheen                    | Spallumcheen, The Corporation of the Township of    | North Okanagan         | 21 juillet 1892      | 5 055             | 4 960             | 1,9           | 255,77           | 19,8                  |
| Sparwood                        | Sparwood, District of                               | East Kootenay          | 6 octobre 1964       | 3 667             | 3 618             | 1,4           | 191,01           | 19,2                  |
| Squamish                        | Squamish, District of                               | Squamish-Lillooet      | 18 mai 1948          | 17 158            | 14 949            | 14,8          | 104,88           | 163,6                 |
| Stewart                         | Stewart, District of                                | Kitimat-Stikine        | 16 mai 1930          | 494               | 496               | −0,4          | 552,08           | 0,9                   |
| Summerland                      | Summerland, The Corporation of the District of      | Okanagan-Similkameen   | 21 décembre 1906     | 11 280            | 10 828            | 4,2           | 74,06            | 152,3                 |
| Taylor                          | Taylor, District of                                 | Peace River            | 23 août 1958         | 1 373             | 1 384             | −0,8          | 17,09            | 80,4                  |
| Tofino                          | Tofino, District of                                 | Alberni-Clayoquot      | 5 février 1932       | 1 876             | 1 655             | 13,4          | 10,53            | 178,2                 |
| Tumbler Ridge                   | Tumbler Ridge, District of                          | Peace River            | 9 avril 1981         | 2 710             | 2 454             | 10,4          | 1 558,97         | 1,7                   |
| Ucluelet                        | Ucluelet, District of                               | Alberni-Clayoquot      | 26 février 1952      | 1 627             | 1 487             | 9,4           | 6,81             | 238,9                 |
| Vanderhoof                      | Vanderhoof, District of                             | Bulkley-Nechako        | 22 janvier 1926      | 4 480             | 4 064             | 10,2          | 54,83            | 81,7                  |
| Wells                           | Wells, District of                                  | Cariboo                | 29 juin 1998         | 245               | 236               | 3,8           | 158,28           | 1,5                   |
| West Vancouver                  | West Vancouver, The Corporation of the District of  | Greater Vancouver      | 15 mars 1912         | 42 694            | 42 131            | 1,3           | 87,26            | 489,3                 |
| Total municipalités de district | —                                                   | —                      | —                    | 777 017           | 743 030           | 4,6           | 92 425,88        | 8,4                   |

## Anciennes municipalités de district
- Matsqui
- Sumas